# Portada/efemèride març 12
Leo Esaki
« 11 de març · 12 de març · 13 de març »